# Labroides

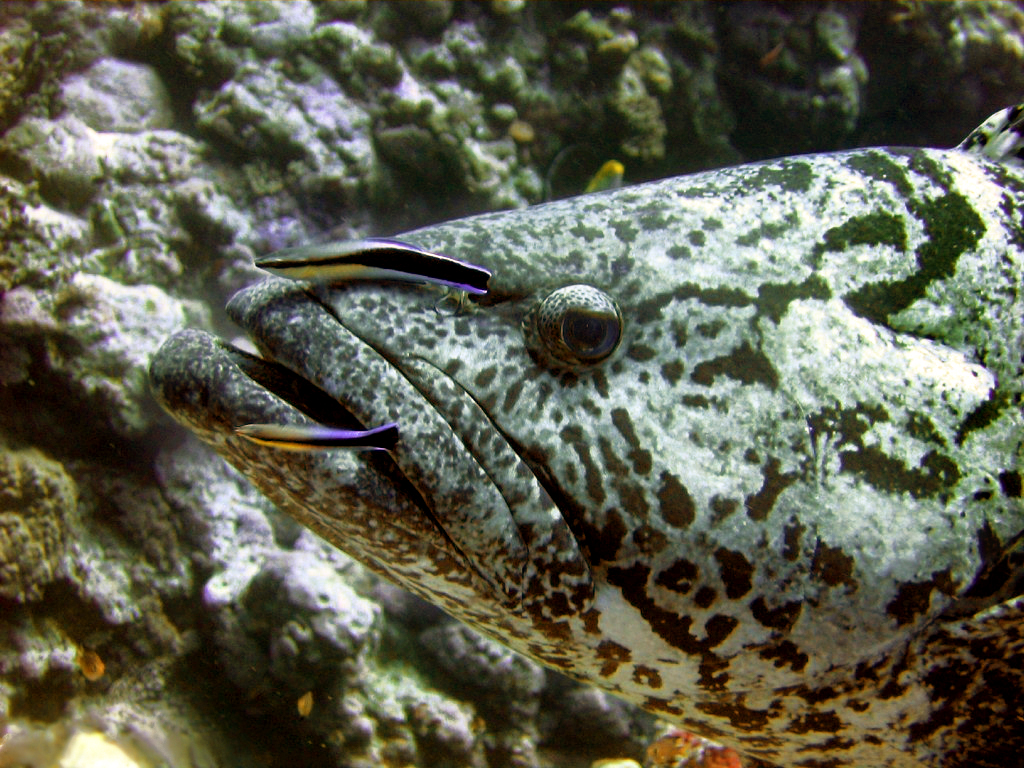
Un parell de Labroides dimidiatus netejant un Epinephelus tukula.

Labroides és un gènere de peixos de la família dels làbrids i de l'ordre dels perciformes.

## Taxonomia
- Labroides bicolor (Fowler i Bean, 1928)
- Labroides dimidiatus (Valenciennes a Cuvier i Valenciennes, 1839)
- Labroides pectoralis (Randall i Springer, 1975)
- Labroides phthirophagus (Randall, 1958)
- Labroides rubrolabiatus (Randall, 1958)[1][2]